# Peintre de Nessos

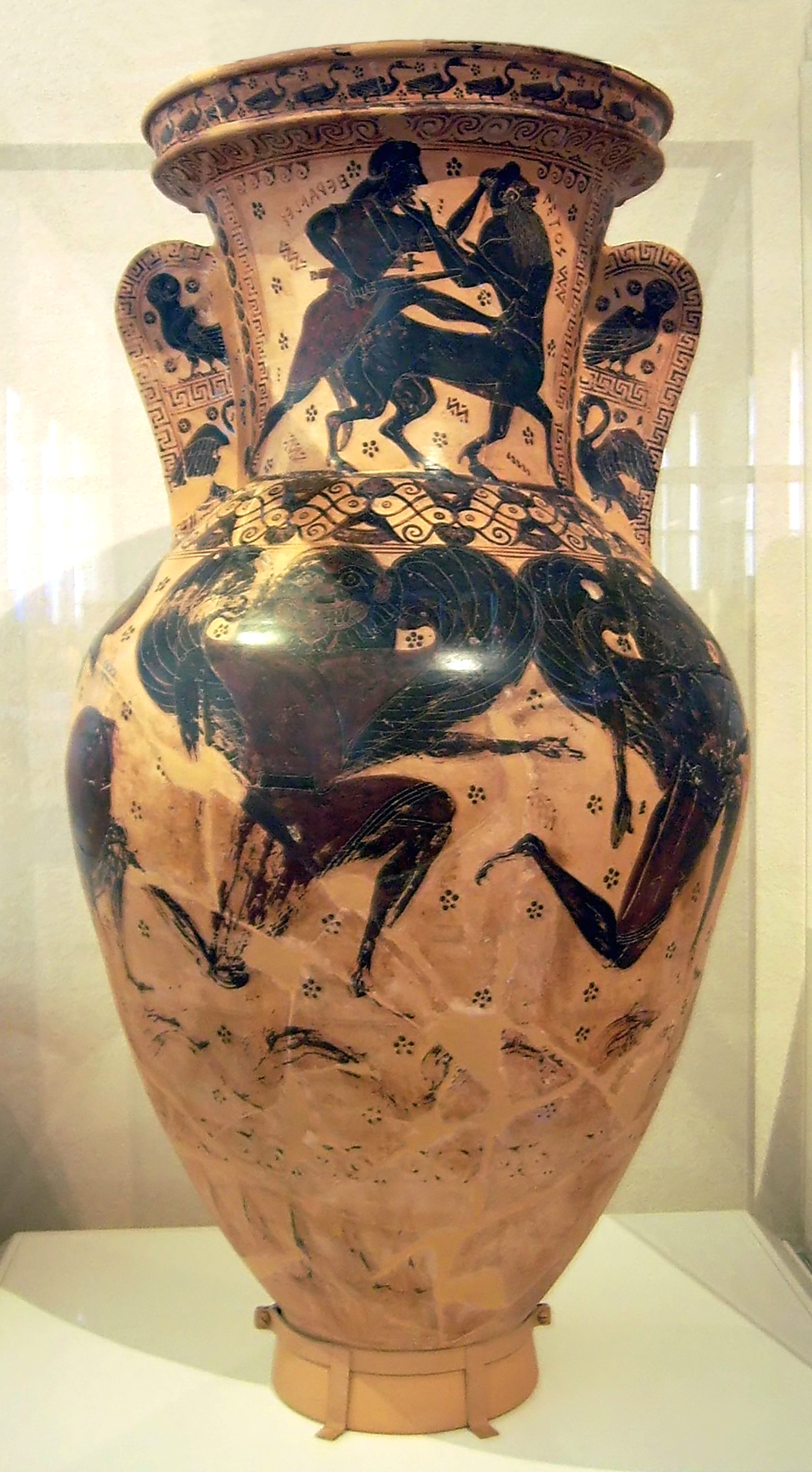
Persée et les Gorgones (panse) ; Héraclès et le centaure Nessos (col). Amphore éponyme du Peintre de Nessos, Musée national archéologique d'Athènes (Inv. 1002)

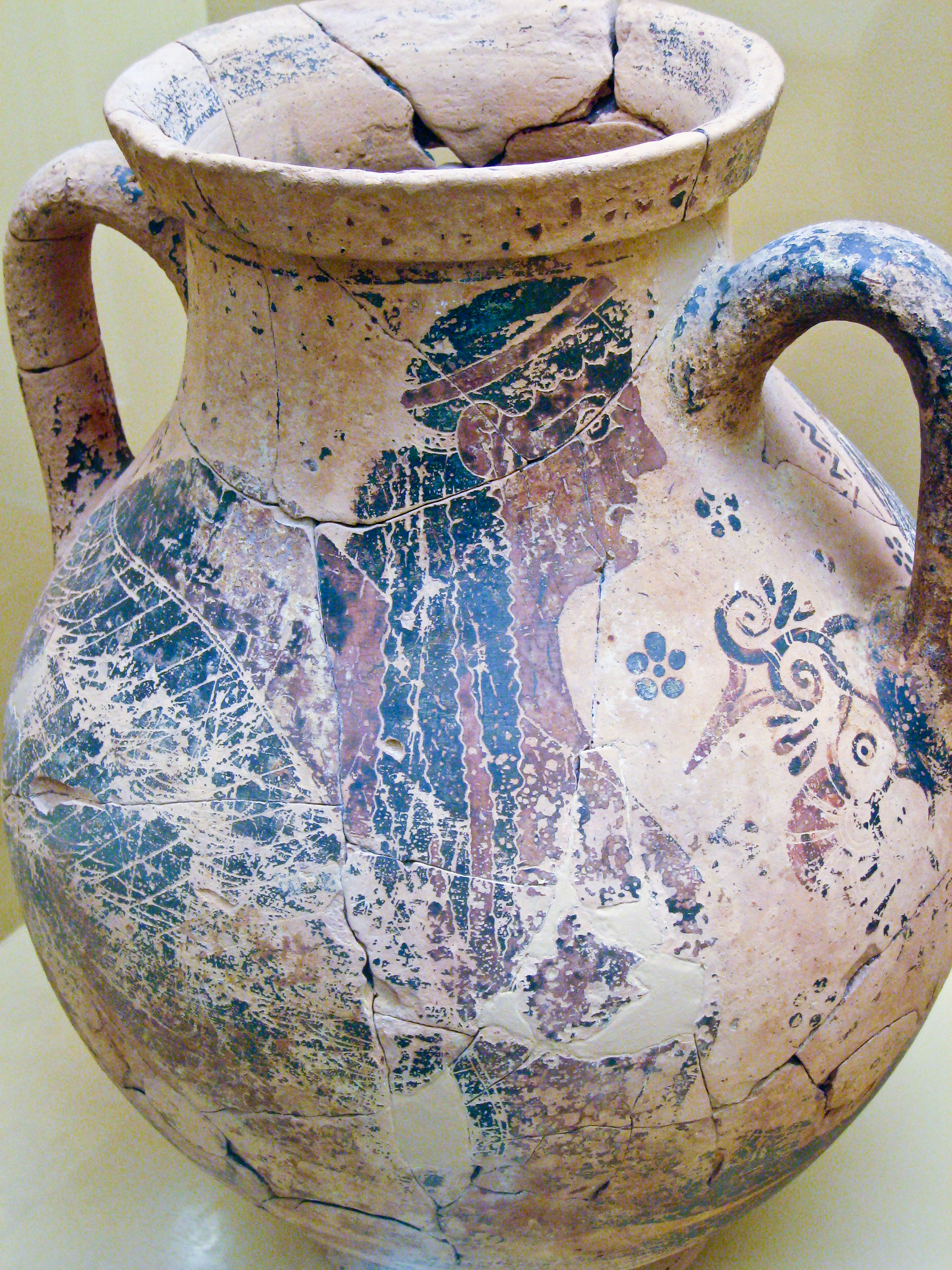
Amphore au sphinx, Musée de l'Agora antique d'Athènes

Le Peintre de Nessos (aussi parfois nommé Peintre de Nettos) est un potier et peintre sur vase attique à figures noires. Il était actif à la fin du VIIe siècle av. J.-C.

## Étymologie
Le peintre tire son nom d'une grande amphore réalisée en 620 av. J.-C., conservée au Musée national archéologique d'Athènes et trouvée au cimetière du Dipylon, dont la panse est décorée de gorgones et le col d'une scène montrant le combat d'Héraclès contre le centaure Nessos, les noms de ces deux personnages sont mentionnés. Le centaure est noté Netos, ce qui correspondrait à une variante dialectale attique du nom Nessos. C'est pourquoi John Beazley, qui fait autorité pour ses recherches sur la céramique grecque antique et qui a répertorié le premier ce peintre, a utilisé le nom Peintre de Nettos dans ses travaux, après avoir établi qu'il pouvait être confondu avec le peintre appelé précédemment Peintre des Chimères. Cependant, la forme Peintre de Nessos est plus largement utilisée puisqu'elle fait directement référence au centaure Nessos. qui a donné son nom au peintre.

## Place et style du Peintre de Nessos
Le Peintre de Nessos est considéré comme le premier peintre en céramique identifié à avoir introduit à Athènes la technique corinthienne de la figure noire qu'il a développé et adapté progressivement par des innovations techniques et stylistiques. Accompagné d'autres peintres et potiers dans une forme d'atelier collectif, il a vraisemblablement été le maître de la génération athénienne suivante dont font partie notamment le Peintre de la Gorgone et Sophilos.
Avec la célèbre amphore décorée du combat d'Héraclès avec le centaure Nessos, son créateur est le premier artiste attique à développer un style personnel et caractérisé. Il adapte les frises animales d'inspiration corinthienne pour créer un nouveau style et améliore les représentations anatomiques par l'utilisation de contours incisés doubles et parfois triples. Il est aussi le premier à introduire les figures de Harpies et de sirènes dans l'art attique.